# Vila urbană a familiei Erhan
Vila urbană a familiei Erhan (numită și Vila Erhan-Dunaevski) este un monument de arhitectură, artă și de istorie, de valoare națională, introdus în Registrul monumentelor de istorie și cultură a municipiului Chișinău, amplasat în centrul istoric, pe str. Alexei Mateevici, 103. În prezent, în incinta edificiului se află sediul Ambasadei Statelor Unite.
Edificiul a fost construit cel mai probabil la începutul anilor 1920, de către profesoara Sofia Erhan-Dunaevski. În perioada postbelică, casa devine sediul Direcției principale pentru aprovizionare a Consiliului de Miniștri al Republicii Sovietice Socialiste Moldovenești. În anii 1970-80, vila devine sediul Societății de Prietenie și Legături Culturale cu țările străine.
La sfârșitul anilor 1980 și până în 1994 în această clădire s-a aflat sediul Uniunii artiștilor plastici din Moldova, după care devine sediul Ambasadei Statelor Unite. Odată cu includerea imobilului în componența ambasadei, acesta a fost unit printr-o anexă cu casa medicului Iulia Kviatkovski, care la rândul său a fost contopită cu casa medicului A. Kațovski, și și-a pierdut zidăria aparentă de pe fațadă. Paza ambasadei interzice fotografierea acestor clădiri.
Vila ocupă o poziție dominantă, amplasată în axa străzii Maria Cibotari, aliniată străzii Mateevici. În anii 1970-80 a fost modificată planimetria și amenajările spațiilor interioare ale edificiului.